# Krunoslav Slabinac
Krunoslav « Kićo » Slabinac, né le 28 mars 1944 à Osijek (État indépendant de Croatie) et mort le 13 novembre 2020 à Zagreb (Croatie), est un chanteur croate.
Il est notamment connu pour avoir représenté la Yougoslavie au Concours Eurovision de la chanson 1971 à Dublin avec la chanson Tvoj dječak je tužan.